# Cucullia pusilla
Cucullia pusilla là một loài bướm đêm trong họ Noctuidae.